# Антонін (Яроцинський повіт)
Антонін (пол. Antonin, нім. Antonseck) — село в Польщі, у гміні Жеркув Яроцинського повіту Великопольського воєводства. Населення — 468 осіб (2011).
У 1975—1998 роках село належало до Каліського воєводства.

## Демографія
Демографічна структура станом на 31 березня 2011 року:
|          | Загалом | Допрацездатний вік | Працездатний вік | Постпрацездатний вік |
| -------- | ------- | ------------------ | ---------------- | -------------------- |
| Чоловіки | 252     | 59                 | 176              | 17                   |
| Жінки    | 216     | 35                 | 140              | 41                   |
| Разом    | 468     | 94                 | 316              | 58                   |